# Tube de Venturi
Un tube de Venturi ou débitmètre Venturi est un appareil permettant de mesurer le débit d'un fluide, sous forme liquide ou gazeuse, circulant dans des canalisations. Appartenant à la famille des organes déprimogènes, débitmètres qui utilisent les lois de Bernoulli pour effectuer des mesures, ce dispositif de forme conique comprend une entrée convergente, un col, et une sortie divergente. La forme de ce dispositif permet de générer une différence de pression entre l'entrée et le col, ce qui permet, après mesure, de calculer le débit du fluide.
Cette mesure repose sur le principe de l'effet Venturi, un phénomène qui fut décrit par le physicien italien Giovanni Battista Venturi à partir du théorème de Bernoulli. Ce phénomène implique que, lors d'un écoulement régulier et uniforme, la modification du diamètre d'une section d'une canalisation modifie la vitesse et la pression d'un fluide.

## Principe
L'écoulement d'un fluide suit le principe de Bernoulli qui énonce que pour un fluide parfait et incompressible, une augmentation de vitesse implique une diminution de pression. Elle s'écrit par l'équation suivante, qui implique le principe de conservation de l'énergie, où la pression statique (pression interne du fluide) ({\displaystyle p}), l'energie cinétique ({\displaystyle {\frac {1}{2}}\rho v^{2}}) et l'énergie potentielle ({\displaystyle \rho gh}) sont égales à une constante.
{\displaystyle {\frac {1}{2}}\rho v^{2}+p+\rho gh=cste}
Or cet écoulement est identique à n'importe quel point de l'écoulement donc, lorsque le fluide passe dans l'entrée du tube (1) puis dans le col du tube (2), la somme des pressions est conservée comme suit :
{\displaystyle {\frac {1}{2}}\rho v_{1}^{2}+p_{1}+\rho vh_{1}={\frac {1}{2}}\rho v_{2}^{2}+p_{2}+\rho vh_{2}}
Ensuite, l'effet de venturi, qui s'applique dans les canalisations, permet de supprimer l'énergie potentielle de l'équation (puisque la hauteur h1 est égale à la hauteur h2 ces deux parties de l'équation s'annulent). Ainsi :
{\displaystyle {\frac {1}{2}}\rho v_{1}^{2}+p_{1}={\frac {1}{2}}\rho v_{2}^{2}+p_{2}}
ce qui permet de trouver 
{\displaystyle p_{1}-p_{2}={\frac {1}{2}}\rho (v_{2}^{2}-v_{1}^{2})}
ensuite les vitesses peuvent être exprimées en fonction du débit comme suit avec {\displaystyle q} le débit du fluide et {\displaystyle d} le diamètre du tuyau à l'endroit donné
{\displaystyle v=\left({\frac {4q}{\pi d^{2}}}\right)}
ainsi
{\displaystyle p_{1}-p_{2}={\frac {1}{2}}\rho (({\frac {4q}{\pi d_{2}^{2}}})^{2}-({\frac {4q}{\pi d_{1}^{2}}})^{2})}
donc 
{\displaystyle q^{2}={\frac {\pi ^{2}(p_{1}-p_{2})}{8\rho ({\frac {1}{d_{2}^{4}}}-{\frac {1}{d_{1}^{4}}})}}}
Ainsi,
- la différence de pression entre l'entrée et le col est proportionnelle au carré du débit[2].
- il est possible de calculer le débit du  fluide en ayant connaissance des pressions internes au sein des deux sections p1 et p2 (mesurable par des capteurs) et en connaissant le diamètre de ces deux sections du tube de Venturi[3]

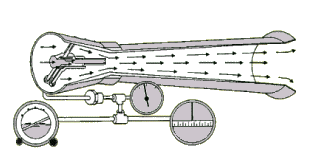
Principe du tube de Venturi

## Caractéristiques
Les débitmètres de venturi peuvent être conçus avec des matériaux communs (fonte, laiton, acier,PVC) et par des opérations de moulage ou usinage. Le choix du matériau et du mode de réalisation du tube dépend de multiples conditions telles que : la corrosivité du milieu, la température, la pression du fluide, le coût ou le transport.
les plus : durée de vie / robustesse / itérativité de la mesure / précision / fonctionne avec les fluides chargés faible usure, faible encrassement et faible perte de charge adaptation aux environnements hostiles (corrosion, hautes températures ... )
les moins : cout initial  / encombrant faible précision pour les mesures de faibles débits

## Utilisations
Le tube de Venturi est utilisé
- dans l'industrie, pour mesurer le débit de différents gaz (gaz naturel, biogaz, vapeur...)[7] ou liquides (GNL , hydrocarbures, gaz liquéfiés)[8]

- en aéronautique pour mesurer la vitesse relative en vol, mais aussi dans les carburateurs automobiles ainsi que dans les aérographes

.